# Наверное, боги сошли с ума
«Наверное, боги сошли с ума» (англ. The Gods Must Be Crazy) — комедия, роуд-муви режиссёра Джэми Уйса, производства ЮАР. Съёмки картины прошли в 1977—1979 годах, на экраны она вышла в сентябре 1980 года. Лента дала начало одноимённой серии картин (1989—1994). Название картины устойчиво вошло в английский язык.
Сюжет, в котором преобладает комедийная составляющая, состоит из трёх линий, объединяющихся в концовке. Основная линия рассказывает о бушмене Ки, живущем в первобытном племени в Калахари. В его руки попадает диковинный предмет — пустая бутылка из-под кока-колы. Дар «богов» внёс раздор в жизнь племени, и главный герой решает отнести её за край света.
В мировом прокате лента собрала свыше $90 млн, став самой успешной за историю африканского кинематографа. Достижению не помешали ограничения, вызванные санкциями против режима апартеида. Она получила преимущественно положительные отзывы от ведущих кинокритиков всего мира, оценивших режиссуру и сценарий, смелое смешение стилей и комедийную составляющую. Отдельных высоких оценок заслужила самобытная игра бушмена Нкъхау и других актёров.
Картина создала полное представление зрителей о документальном характере экранных событий, о том, что в главной роли снялся представитель первобытного племени, хотя её сюжет и художественный мир вымышлены. Со стороны антропологов лента подверглась серьёзной критике. По мнению специалистов, рассказы Джэми Уйса о создании картины, о поисках главного героя, общения с ним и его племенем практически полностью были мистификацией. В первую очередь критика коснулась интервью режиссёра, рассказывавших о бушменах как о диком племени, что не соответствовало реальности. В адрес режиссёра были высказаны многочисленные обвинения в проявлении апартеида и в том, что сюжет фильма не затрагивает проблем прав коренного населения страны.

## Сюжет
Действие фильма протекает в 1970-е годы в Ботсване. В нетронутой цивилизацией саванне проживает дикое племя бушменов. Всё начинается с того, что главный герой фильма бушмен Ки нашёл в пустыне невиданный предмет — стеклянную бутылку из-под кока-колы, выброшенную пилотом пролетавшего самолёта. Бутылке нашлось множество полезных применений, ею хотели завладеть все. В спокойное первобытное течение жизни племени пришла смута и раздоры, и Ки решил отнести «злую вещь» от греха подальше, на край света.
Тем временем из города в деревню приезжает журналистка Кейт Томпсон. Устав от стресса мегаполиса, она решает переквалифицироваться в сельскую учительницу. Её встречает и провожает к месту работы зоолог Эндрю Стейн. Неловкий учёный, теряющийся рядом с обаятельной женщиной, постоянно попадает в забавные ситуации из-за неисправного автомобиля, но, несмотря на разные приключения, доставляет Кейт к месту новой работы. Пути Кейт, Эндрю и Ки пересекаются. Заметив необычных белокожих людей, Ки решает, что они боги, и пытается вернуть им «злую вещь», но бесполезно. Разминувшись со странными существами, бушмен, наконец, добирается до цивилизации. Проголодавшийся Ки убивает козу из деревенского стада. Он не знает, что такое частная собственность, и не понимает, почему его задерживает полиция и отправляет за решётку. Если бы не вмешательство Эндрю и его чернокожего друга Мпуди, Ки бы погиб в неволе. Бушмена вызволяют из тюрьмы и временно устраивают на работу следопытом.
Параллельно развивается другая сюжетная линия. В соседнем государстве Бирани происходит неудачная попытка государственного переворота. Мятежники, во главе с бунтарём Сэмом Бога, бегут через границу в Ботсвану. Преследуемые армией соседней страны, бандиты попадают как раз в ту в деревню, где преподаёт Кейт. Они захватывают детей из класса Кейт и её саму в качестве заложников. Прикрываясь детьми, как живым щитом, мятежники пытаются скрыться.
Эндрю, Мпуди и Ки, занимавшиеся изучением диких животных в саванне, обнаруживают издалека бандитов, детей и Кейт. Благодаря выдумке Эндрю и способностям к выживанию и смекалке Ки, детей спасают из плена, а бандитов обезвреживают. Впрочем, Кейт так и не догадывается, кто её герой. Внешне всё выглядело так, будто спас её один из местных охотников Джек Хинд. Эндрю, которому ещё с первой встречи Кейт очень понравилась, расстроен. Впрочем, спустя некоторое время справедливость торжествует, и Эндрю с Кейт соединяются. Ки продолжает свой путь к краю земли и, наконец, находит его. Выбросив бутылку с края плоскогорья, с чувством выполненного долга Ки возвращается к своему племени и любящей семье.

## В ролях
- Нкъхау — Ки
- Мариус Вейерс — Эндрю Стейн
- Сандра Принсло[англ.] — Кейт Томпсон
- Майкл Тис — Мпуди
- Лоу Верви — Сэм Бога
- Ник де Джагер — Джек Хинд
- Най — жена Ки (нет в титрах)[7]
- Джэми Уйс — преподобный (нет в титрах)
- Падди О’Брайен — диктор за кадром

## Предыстория
В 1950—1970 годы, в эпоху расцвета апартеида, кинематограф ЮАР практически всецело принадлежал белым, тематика картин была ограничена. В значительной мере это были пропагандистские картины, снимавшиеся в идеологических целях. К началу 1970-х годов Джэми Уйс стал признанным мастером и организатором южноафриканского кино, первым председателем южноафриканской ассоциации продюсеров. Режиссёр исповедовал широкое жанровое разнообразие: мелодрамы, мюзиклы, комедии, документальные и псевдодокументальные картины, отдавая предпочтение последнему направлению. Большинство его ранних картин снималось благодаря программе государственных субсидий, что предопределяло выбор сюжетов и персонажей.
В начале карьеры творчество режиссёра было ориентировано на белых жителей страны, фильмы создавались на языке африкаанс. В условиях расовой сегрегации, фильмы для белых и для чёрных снимали на разных языках и демонстрировали в разных кинотеатрах. Было сложно представить, что главным героем будущей картины станет представитель коренного населения страны. С 1964 года режиссёр начал сотрудничество с продюсерской компанией Mimosa films и её руководителем Ботом Троски. С этого периода начинается новый этап в творчестве режиссёра. Занимаясь в том числе кинодокументалистикой, режиссёр постепенно заинтересовался своеобразной культурой коренного населения страны. Впервые бушмены эпизодически появились в его картине «Дингака» (1964). Собирая материалы для следующих картин, режиссёр объездил малоисследованные районы южной части Африки, преодолев значительное расстояние. Бушмены стали действующими лицами приключенческой картины «Дирки» (1969), в которой маленький мальчик потерялся в пустыне Калахари. В документальной картине 1974 года «Животные прекрасные люди» представителям народности Сан было уделено значительное экранное время. Важную роль они сыграли и в следующей картине «Смешные люди».
Идея создания игровой картины с бушменом в главной роли появилась у Джэми Уйса в 1976 году после съёмок «Смешных людей». Джэми Уйс утверждал, что одной из причин создания картины стала попытка сохранить образ Африки до прихода западной цивилизации, который ныне почти утерян. Картинам Джэми Уйса начала 1970-х сопутствовал значительный (по меркам ЮАР) кассовый успех. Документальная лента «Животные прекрасные люди» получила мировое признание и награду «Золотой глобус». Благодаря этому продакшен компания Mimosa film согласилась на следующий проект с солидным для африканского кинематографа бюджетом $5 млн. Проект сразу планировался для международного проката и сценарий создавался на английском языке. Режиссёр мог диктовать свои условия, выбрав достаточно необычный сюжет.

## Создание

### Сценарий

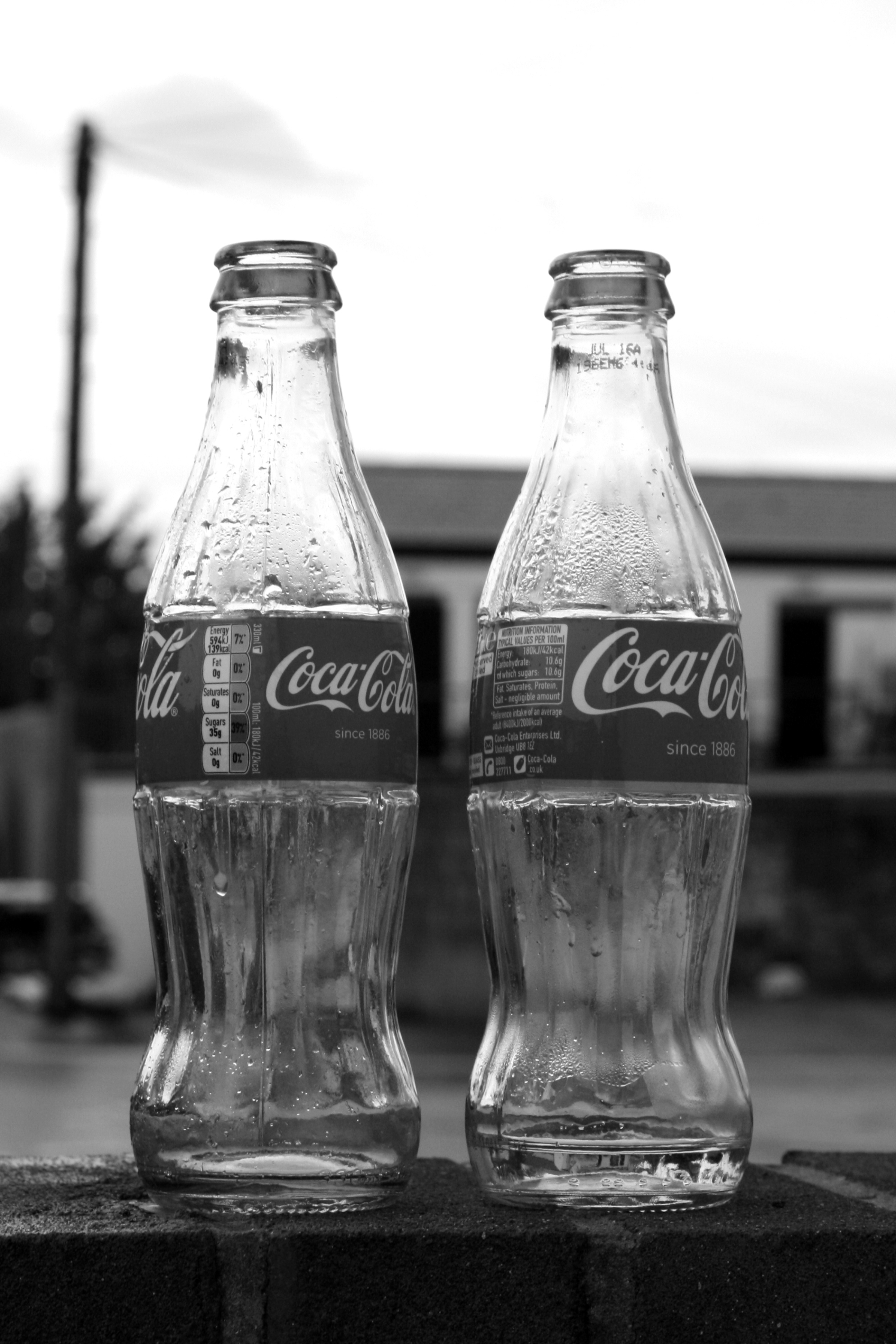
Образ бутылки кока-колы сыграл важное значение при создании сценария

Работа над сценарием началось в 1976 году. Джэми Уйс считался кинематографическим универсалом. Во всех картинах, где он был режиссёром, Уйс также являлся автором сценария, нередко продюсировал и играл в них, в некоторых случаях даже выступал в роли оператора. «Производство картины было таким долгим, потому что всё пришлось делать самому», — вспоминал он. Создание сценария он считал изнурительной и неблагодарной работой, но не мог доверить её никому. Режиссёр обычно начинал работу с общей канвы истории и диалоги писал только в конце. Разрозненные отрывки истории не сразу выстроились в связный сюжет. Центральная идея связавшая их в единое целое появилась, когда он бросил взгляд на пустую бутылку из под кока-колы. «Вот он символ нашей пластиковой цивилизации … Эврика! — воскликнул режиссёр, — эту форму узнаёт любой». Так возникла история о путешествии главного героя к «концу света».
Рабочим названием новой ленты стало «Бушмены». Исследователи его творчества отмечали, что он не гнушался использовать сюжетные ходы из предыдущих картин снова и снова. Мелодраматическая сюжетная линия была практически полностью позаимствована из первой картины Уйса «Далеко в бушвельде» (1951). В ней чудаковатый учёный встречает и подвозит на древнем автомобиле привлекательную учительницу, бегущую из суеты города в отдалённую деревню. По дороге пара попадает в различные комические ситуации. Аналогичный сюжетный ход был использован также в картинах «Рип Ван Вик» (1960) и «Профессор и Королева красоты» (1967). Взаимоотношения между коренным населением страны и белыми, Уйс показал в картине «Дингака» (1964), ставшей его прорывом на международный экран и первым бадди-фильмом. В основе сюжета защита в суде белым адвокатом представителя племени масаи. Открывающая сцена с земным шаром и постепенным увеличением масштаба позаимствована из фильма «Животные прекрасные люди».
В западном обществе романтизированное представление о бушменах распространилось благодаря трудам путешественника Франсуа Левальяна. Они изображались мирной народностью людей малого роста, проживающей в отрыве от цивилизации, как дети природы, живущие её дарами. Научные взгляды на жизнь бушменов Уйс позаимствовал из книг Лоренса Ван дер Поста, из фильмов и книг семьи Маршаллов (Джона, Лоуренса, Элизабет), в частности, из популярной книги «Безобидные люди» («The Harmless People», 1959). Источниками вдохновения стали классические комедийные фильмы Бастера Китона, Лорела и Харди, а также Чарли Чаплина, в частности его «Новые времена». На сценарий будущего фильма повлияли и другие реальные события. Проникновение в страну через границу с соседним государством партизан и других ренегатов, ответ на текущую политическую ситуацию конца 1970-х: война в Южной Родезии и серия связанных терактов на юге континента. В южноафриканской литературе и кинематографе 1970-х даже существовал поджанр «о войне на границе», настолько популярна была тема. В феврале 1977 года около 400 детей из школы Манама в Франсистауне (тогда Южная Родезия) партизаны угнали через границу в соседнюю Ботсвану. История широко освещалась в прессе и получила отражение в сценарии.

### Подбор актёров и производство
«Чем больше я с ними встречался, тем больше открывал о них нового. У бушменов нет понятия собственности. Я снял свой пиджак, один из них его надел. Они всем делятся, среди бушменов нельзя владеть имуществом. Нам такое трудно понять, ведь мы можем убить за какой-нибудь бриллиант из жадности.
…
Поначалу он [Нкъхау] ничего не понял, потому что у бушменов нет слова «работа». Потом переводчик спросил: «Отправишься с нами на несколько дней?». Бушмен согласился, они ведь такие милые ребята, на всё говорят «ладно». Нкъхау отдал свой лук и стрелы сыну, забрался в самолёт, и мы полетели в Виндхук».
The more I visited the more I discovered this thing about them: They don't have a sense of property. They don't know about ownership. If I put my jacket down, one of them would put it on. They share everything. Where they are, there is nothing you can own. It seems so different from the rest of us, who will kill one another over a diamond, because of its scarcity value.
At first he didn't understand, because they have no word for work. Then the interpreter asked, 'Would you like to come with us for some days?' The Bushman agreed because they are such nice guys that when you ask them for something, they say O.K. N!Xau handed his bow and arrow to his son, climbed into the plane, and flew [with Mr. Uys] to Windhoek
В поисках локаций и для подбора актёров, скаут-группа студии Mimosa объездила и налетала около 50 тыс. км по южной части Африки: ЮАР, Анголе, Ботсване, Намибии. «Вероятно, никто из режиссёров не потратил столько сил на кастинг, как Уйс», — заметила обозреватель NY Times Джуди Клемесруд. По версии самого режиссёра, после трёхмесячных поисков, анализа большого количества фотоматериалов отснятых агентами, он, наконец, нашёл Нкъхау, бушмена в одном из племён в Ботсване, в глубине Калахари. Ещё по фотографиям его привлекло в Нкъхау спокойное отношение к происходящему, достоинство и даже аристократизм в поведении. Режиссёру стоило немалого труда найти расположение племени с самолёта. Далее необходимо было растолковать через переводчика смысл просьбы, так как в языке этой народности нет понятий близких к словам «работа» и «деньги». Нкъхау, уловив смысл, согласился с предложением, попрощался с семьёй, сел в самолёт и полетел в Виндхук вместе с Джэми. До участия в картине Нкъхау, со слов режиссёра, не имел представления о западной цивилизации и её ценностях. За работу в картине он получил гонорар 2000 южноафриканских рандов (около $1700), что для представителя его племени было целым состоянием. Как утверждал режиссёр, актёр потерял деньги на следующий день после того, как ему заплатили. «Их унесло ветром», — рассказывал бушмен.
Международный прокат предыдущих картин южноафриканского режиссёра получил ограничения дистрибьюторов. В то время ЮАР подвергалась международным санкциям, как страна с узаконенной политикой апартеида. Намибия была также под влиянием ЮАР, поэтому страной производства картины была выбрана Ботсвана. Основной локацией для съёмок стало местечко Молопо Лодж, в районе границы ЮАР, Намибии и Ботсваны, Северо-Капская провинция. Сцены, связанные с племенем бушменов, снимались в районе Тсумкве (Намибия, область Очозондьюпа). Базой для производства картины был Виндхук.
Производство картины началось в 1978 году. Съёмочная команда была настолько малой и мобильной, насколько это было возможно. Режиссёр обходился услугами менее чем 30 человек. «В комедию я никогда не привлекал комедийных актёров, — вспоминал Уйс, — они всё испортят». Режиссёр полагал, что для непрофессионального главного персонажа понадобится поддержка со стороны актёров второго плана. На основные роли белых персонажей Уйс выбрал местных актёров с хорошей театральной школой — Сандру Принсло и Мариуса Вейерса. Они играли в труппе театра PACT и были партнёрами в нескольких постановках. Вейерс и Принсло оказались одновременно заняты в других проектах и были вынуждены проводить много времени в переездах, и работа над картиной далась им нелегко. Одна только комическая сцена спасения главной героини из воды потребовала около недели съёмок. При производстве картины Уйс был очень требователен, не жалел времени и плёнки, добиваясь необходимого результата: обычно снималось около 20 дублей на один эпизод. Сам режиссёр сыграл эпизодическую роль священника, который просит встретить новую учительницу.
Производство затянулось, и на запросы о том, когда будет закончена лента, режиссёр не давал никаких прогнозов. В общей сложности работа заняла около 4 лет. Руководитель Mimosa film Троски вспоминал, что от любого другого режиссёра потребовал бы отчёт, но Уйсу он доверял всецело. В ходе съёмок и последующего монтажа Джэми перенёс два инфаркта Задержка в производстве картины также возникла из-за того, что в районе Тсумкве (Намибия) в 1978 году была создана военная база для борьбы с партизанами СВАПО. Неподалёку в Южной Родезии в момент съёмок ещё продолжалась война. Съёмки с участием Нкъхау заняли 15 недель. Для записи голоса Нкъхау режиссёр использовал микрофон и портативный магнитофон, закреплённый на его теле. Каждые 3 недели абориген летал назад в буш за 1400 км, к семье. Режиссёр полагал, что иначе он бы не выдержал культурного шока. Найти его племя снова оказалось непросто, и для обозначения места посадки самолёта разводили костры. Во время съёмок актёр приобрёл дурные привычки: пристрастился к курению и к алкоголю. Так или иначе, режиссёр называл Нкъхау идеальным исполнителем. Бушмены по природе прирождённые актёры, так как имеют привычку разыгрывать сцены из своего быта и охоты, передавать друг другу в лицах всё, что происходило с ними за день. Такая особенность поведения значительно облегчила отношения актёра и режиссёра.
В мае 1979 года была готова 20-минутная ознакомительная версия ленты, которая была презентована на Каннском кинофестивале на внеконкурсном показе, после чего было заключено несколько контрактов на прокат. Монтаж был завершён в декабре 1979 года. Как утверждал режиссёр, длина чернового материала при монтаже сократилась в 30 раз. Сведение звука и запись музыки были осуществлены в США. Премьера картины в ЮАР состоялась 8 сентября 1980 года.

### Прокат и признание

Эндрю Стейн (слева) в исполнении Мариуса Вейерса и преподобный (Джэми Уйс). Персонаж Вейерса имеет много общего с Бастером Китоном.

Картину ждал успех, какого ещё не добивался ни один фильм африканского производства: как внутри страны, так и в международном прокате. Через четыре дня после выхода на экраны был побит рекорд южноафриканского проката. В Претории после релиза было предварительно выкуплено 99 % мест в кинотеатрах на ближайшие две недели. Кинотеатры не могли вместить всех желающих, организовывались дополнительные сеансы. Были зарегистрированы волнения среди тех, кто не смог купить билеты. Из сельской местности организовывали автобусные туры в города в кинотеатры. Для расширения возможностей кинотеатров использовались передвижные киноустановки. Премьеру в Претории посетил президент Бота и члены правительства. Картину посмотрел Нельсон Мандела, отбывавший тогда срок в тюрьме строгого заключения в одиночной камере. В 1980 году лента обошла по кассовым сборам американский фильм «Музыку не остановить», опровергнув прогнозы. Общие сборы в ЮАР в год выхода на экраны превысили $5 млн.
Картина добилась также беспрецедентного международного признания. Права на ленту приобрели в 26 странах мира. Mimosa Films не стала прибегать к услугам крупного международного дистрибьютора и самостоятельно заключала договора с каждой отдельной страной. Прокатные организации отнесли фильм к производству Ботсваны, но несмотря на эту уловку в некоторых странах картина всё равно получила ограничения. В самой ЮАР и за рубежом сеансы в некоторых местах сопровождали пикеты и демонстрации против апартеида. В США картина вышла в 1982 году в ограниченный прокат и первоначально воспринималась как артхаус. Кассовый успех пришёл к ней только после повторного релиза в 1984 году, когда дистрибьютором картины стала компания XX Century Fox. Этому способствовали благосклонные отзывы ведущих критиков, в том числе Винсента Кэнби (NY Times) и Роджера Эберта. Сказалось также дублирование картины на более привычный для американского зрителя выговор. Акцент языка африкаанс, родного для Сандры Принсло, странно звучал для американцев и её роль была полностью переозвучена. Именно эта изменённая для североамериканского рынка версия картины и сейчас наиболее распространена. К маю 1986 года лента 93 недели находилась в списке пятидесяти самых кассовых иностранных картин США, собрав около $11 млн, практически без сколько-нибудь серьёзной рекламной кампании. Южноафриканская комедия стала самым кассовым иностранным фильмом, обойдя итало-французский фильм «Клетка для чудаков». Весьма успешным прокат оказался в Японии: свыше $3 млн за первые 12 дней проката и $40 млн в общей сложности. Высокими показателями фильм отметился во Франции и Германии.
Всемирные сборы картины к концу 1986 года превысили $90 млн. По данным Киана Томаселли, сборы превысили $100 млн. В ЮАР общие сборы картины на 2001 год (включая доходы от продажи прав и цифровые издания) превысили миллиард рандов. На VHS фильм был издан в 1986 году Playhouse Video, подразделением CBS Fox Video. На DVD первое издание картины произошло в 2004 году.

## Оценка

### Правдоподобность изображения бушменов
Картина породила бурные дискуссии в среде специалистов. Критике подверглись, как её сюжет, так и обсуждения вокруг картины, интервью режиссёра об истории создания. Специалисты антропологи и этнографы отзывались о ней крайне негативно, настолько вольно она обращалась с историей народности бушменов. Негативное впечатление создавал псевдодокументальный характер повествования. В 1984 году Американская антропологическая ассоциация провела специальное заседание, посвящённое фильму. Специалисты называли картину «этно-фэнтези» (ethno-fiction). Также появилось выражение «бутылка кока-колы с неба» — то есть самодеятельная антропология, сильно упрощающая и идеализирующая положение вещей. Профессор Томаселли называл картину коллекцией мифов, в центре которой «пасторальная фантазия» о безмятежной жизни бушменов в ЮАР. Образ «детей рая» активно эксплуатировался и в рекламных материалах картины. Умиротворённое представление о племени бушменов, живущих словно до встречи с западной цивилизацией, воспринималось специалистами как изощрённый цинизм.
Бушмены, или народность Сан (San), как принято в англоязычной традиции, — древние жители юга африканского континента. Первые признаки их как народности обнаруживаются и датируются 30—40 тыс. лет назад. Они начали испытывать притеснения ещё со времён колонизации голландцами юга Африки в XVII—XVIII веках. C конца XIX века бушмены подвергались жестокому геноциду со стороны других африканских народов, когда на них охотились, как на животных, и их численность резко сократилась. Во второй половине XX века проблемы продолжились из-за вытеснения бушменов с исторических мест обитания соседним народом гереро. К 1950-м годам на юге Африки проживало всего несколько десятков тысяч бушменов. Они ютились в трущобах вокруг городов и деревень Зимбабве и Ботсваны. В 1959 году в районе Тсумкве начал свою деятельность миссионер Клод Макинтайр, проповедовавший среди некоторых народов бушменов. Бывшие до того охотниками и собирателями, они принудительно перешли к оседлому образу жизни. Переселение в некоторых случаях производилось насильственно. В 1970 году бантустан Бушменленд приобрёл чётко очерченные границы и был включён в государственную систему апартеида ЮАР. Возникло городское поселение. Обнаружить место проживания своих будущих героев режиссёр мог без особого труда. Картина снималась в Тсумкве, где компактно проживало около 1000 бушменов. В конце 1970-х годов Джон Маршалл снимал в Тсумкве документальный фильм «Нгай, история женщины из Кунг». В него частично попали эпизоды съёмок картины «Наверное, боги сошли с ума», как косвенное свидетельство того, что картина Уйса была постановочной и имеет отдалённое отношение к настоящей жизни бушменов.

Уйс снял вымышленный фильм. Любой может снять фильм. Однако меня очень беспокоит то, что он начал утверждать, что бушмены действительно живут охотой и собирательством. Уйс повторял это по всему миру.
Оригинальный текст (англ.)Uys made a fiction film. Anybody can make a fiction film, if they want, but the thing that bother me most that he goes to consist that bushmen really does live in a bush by hunting and gathering. He did it all over the world.
— Джон Маршалл

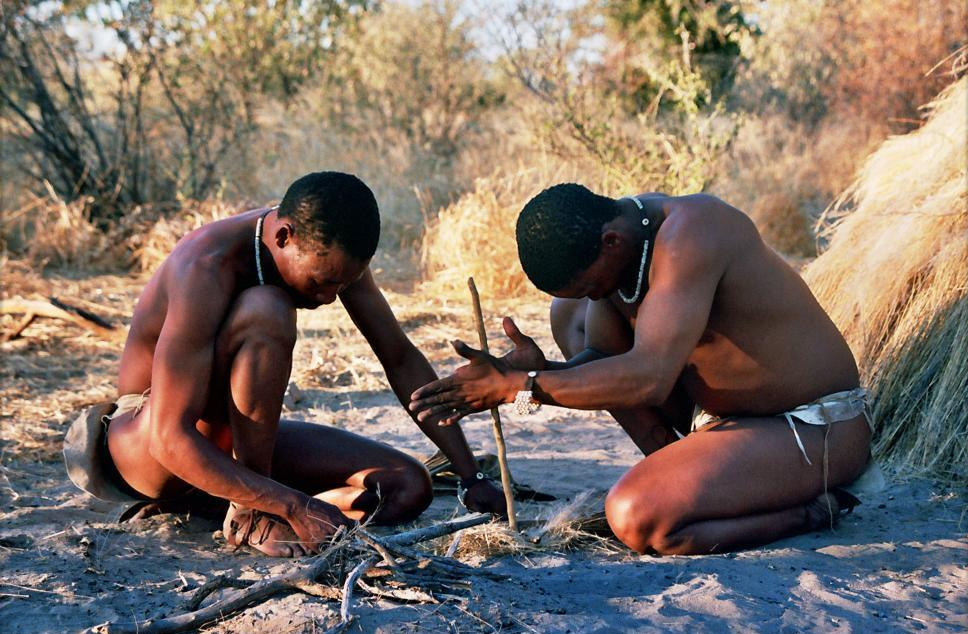
Бушмены

Несоответствие реальности начинается уже с первых кадров картины, с того, что бушмены изображены как первобытное племя, оторванное от цивилизации. Они вольно живут в пустыне, в полной гармонии с природой. В реальности последние остатки диких племён бушменов Джон Маршалл нашёл в начале 1950-х годов. К 1970-м они перестали быть охотниками и собирателями. В поселениях обычными были нищета, алкоголизм, туберкулёз, высокая детская смертность. Уже с начала 1970-х годов бушменов призывали в армию. Местные племена были осведомлены о существовании военной базы ЮАР, форпоста противостояния партизанам СВАПО. Бушмены, разумеется, были знакомы с белыми людьми и с западной цивилизацией. В бантустанах были постоянные поселения, действовали школы, церкви, магазины. Так что постановочным был даже облик хижины, в которой жила семья Ки. Уйс, впрочем, отмечал, что следовал заветам кинодокументалиста Роберта Флаэрти, который построил для фильма «Нанук с севера» постановочную эскимосскую «иглу». Флаэрти утверждал, что: «часто реальность стоит исказить, дабы донести её истинный дух» (one often has to distort a thing in order to catch its true spirit).
О раннем периоде жизни исполнителя главной роли Нкъхау до начала съёмок достоверно известно немногое. Считается, что он родился около 1943—1944 года и вырос в одном из племён Кунг, где был пастухом. В 1976 году переехал в Бушменленд, в район Тсумкве, и устроился поваром в местной школе. Именно там Джэми Уйс и нашёл свою будущую звезду и других непрофессиональных актёров второго плана. В 1996 году, в интервью профессору Киану Томаселли, Нкъхау признался, что Уйс впервые обнаружил его под деревом, торгующим сувенирами для туристов в бантустане. Он не был прирождённым охотником, каким выведен его герой в картине. Среди бушменов есть немало хороших охотников и следопытов, так как многие из них добывали пропитание охотой, но Нкъхау к ним не относился. Нкъхау заявлял, что он был достаточно цивилизованным человеком, никогда не носил шкур животных, не пользовался луком и стрелами. В серии интервью для газеты NY Times, Джэми Уйс сообщал, что Нкъхау до встречи с ним видел всего одного белого человека (местного миссионера) — что также не может быть правдой. Понятие собственности и цену деньгам Нкъхау знал хорошо. Красочные рассказы о том, что он потерял деньги, которые ему заплатили за съёмки буквально на следующий день, не соответствовали реальности. 2000 рандов за работу в картине были и в самом деле значительной суммой. В то время месячная зарплата пастуха составляла около 190 рандов ($175). Здесь же в Тсумкве нашлись персонажи второго плана, семья Ки, его соплеменники. Главная героиня документального фильма Маршалла не упомянутая в титрах Нгай исполнила в фильме «Наверное, боги сошли с ума» роль супруги главного героя. За съёмочный день женщина получала 3 ранда.

### Обвинения в апартеиде

Кейт Томпсон, в исполнении Сандры Принсло, в сцене захвата заложников. Персонажа Сандры критики сравнили с главной героиней фильма «Из Африки» Карен Бликсен, в исполнении Мэрил Стрип.

Западная кинокритика и аудитория отнеслись к картине, как «всего лишь комедии», без идеологической и политической составляющей. Однако критики и зрители не могли не заметить того, что сюжет фильма почти не затрагивает проблемы прав коренного населения страны. Фильм вышел на экраны в исторический период, когда на международной арене критика внутренней политики ЮАР достигла апогея. В середине 1970-х сразу несколько стран на юге Африки добились независимости. ЮАР на тот момент находилась в изолированном положении, оставаясь под международными санкциями большинства правозащитных организаций мира. После жестокого подавления восстания в Соуэто (1976) протесты против режима Бота только усилились. Среди кинокритиков многие оценили картину, как аполитическую и не нашли её расистской. Между тем, большинство специалистов-антропологов отнеслось к картине, как к явной пропаганде апартеида.
Изрядная доля расизма содержалась уже в названии: «боги» — это белые люди, посылающие сомнительные подарки в страны третьего мира. Показательной, с точки зрения критики, стала сцена, в которой учительница прибывает в деревню и всё население бросает работу и поёт гимн белому человеку. В картине присутствует слегка высокомерное отношение белых к аборигенам, заметное по таким словам диктора: «В Калахари никто не живёт, кроме маленьких людей…». Другое подтверждение, отрицательный персонаж Джек Хинд, которому «одолжили» Ки в качестве следопыта, и он относится к нему примерно как к охотничьему животному. Тема негативного отношения к апартеиду сколько-нибудь явно звучит только в истории персонажа второго плана Мпуди. В сюжете упоминается, что он ударил британского офицера и оказался брошенным в пустыне. Мпуди выжил только благодаря помощи бушменов и так выучил их язык.
По мнению Джона Маршалла, видного исследователя культуры Сан, имело место осознанно сфабрикованное представление о жизни племени. Само слово «бушмен» (bushmen) используемое в фильме, нейтрально звучащее на других языках и в других культурах, в ЮАР является одним из символов апартеида, синонимом унижения. В ЮАР 1970-х годов бушмены в обществе страны считались иждивенцами, выживавшими за счёт государственных субсидий. Маршалл относился к использованию термина крайне негативно. Профессор Киан Томаселли, разделяя его мнение, отмечал, что он использовал в своей статье-исследовании фильма термин «бушмены» негативно иронически, так как оно носит в себе уничижительный оттенок апартеида. Другое принятое в англоязычном мире название — сан — также не вполне нейтрально. Лучше всего называть этих людей по принадлежности к племени. Для исполнителя главной роли в фильме это племя цумкви (Tsumkwi).
Исследователь культуры бушменов Ричард Ли назвал картину «жестокой карикатурой на реальность» и попыткой обелить апартеид. Проблема фильма в том, что в нём практически не отражена ситуация с угнетением чернокожего населения. Даже местность, где происходят основные события, никак не отмечена. Рассказ о свободном путешествии представителя коренной национальности по стране нельзя назвать просто вымыслом. Вольное перемещение чернокожего населения в ЮАР было невозможно или, во всяком случае, сильно ограничено. Строить на таком материале картину в жанре роуд-муви было насмешкой.
Обвинения в апартеиде затронули не только бушменов, но и чернокожих героев. Отрицательные герои, в контексте сюжета повстанцы захватившие заложников, неслучайно выведены карикатурными существами: безграмотными до абсурда, неадекватными, вплоть до умственной неполноценности. Главаря повстанцев Сэма Бога, единственного, кто может адекватно действовать по сюжету, играл белый актёр (Лоу Вервей). Образ Сэма Бога частично списан с лидера партии СВАПО Сэма Нуйома. Однако Сэм Бога по цвету кожи и поведению ближе к белому населению, и его роль исполнил представитель белого населения. Кроме того, он имеет привычку наказывать подчинённых шамбоком, символом колониального угнетения коренного населения Африки. В том, что Ки противостоит чёрным повстанцам, заключён определённый цинизм — известно, что бушменов призывали в армию ЮАР и они выступали в подавлении восстаний, которые поднимала СВАПО на территории Намибии.

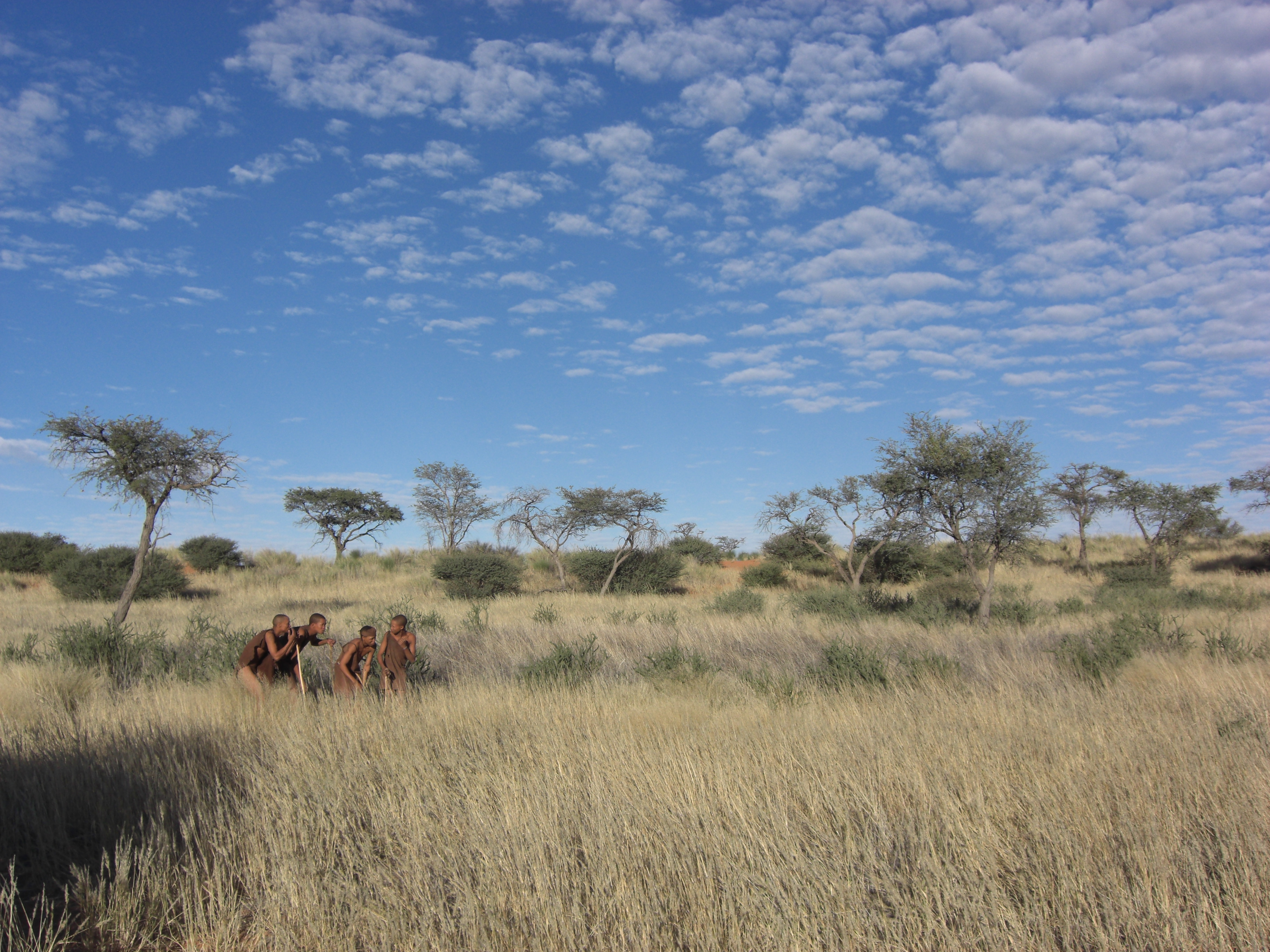
пустыня Калахари

Фильм — фарс, без скрытого «послания». Я создавал комедии всю жизнь и никогда не вкладывал никаких посланий — это вредит бизнесу, да и просто наглость. Вы обманываете доверие публики, когда вкладываете некие «послания» личного характера
Оригинальный текст (англ.)It's just a slapstick comedy, with no message, I've been making comedies most of my life, and I never put a message in - it's bad for business. It's arrogant to put messages in. You rob your audiences of putting in their own messages
— Джэми Уйс
В своих интервью Уйс, всегда сторонился политики и дистанцировался от обвинений в апартеиде. Киновед Питер Дэвис считал, что Уйс был искренне убеждён в том, что снял аполитичное кино, хотя такое в принципе было невозможно в том обществе, в котором он творил. При этом фильм, парадоксальным образом, стал лучшей иллюстрацией апартеида в ЮАР. Герои картины дышат несвободным воздухом, и скрыть такое невозможно, отмечал критик. Винсент Кэнби заметил, что не представляет себе расиста с таким чувством юмора, как у Уйса. В значительной мере, Уйс оказался под влиянием представлений собственного фильма. Так, якобы реальная история о том, как он заплатил Нкъхау и тот выбросил деньги, схожа со сценой из фильма, когда Эндрю Стейн попытался расплатиться с Ки, и тот подчёркнуто безразличен к деньгам.

### Образ главного героя и бушменов
Джэми Уйс постепенно пришёл к образу бушменов, выведенному в картине. В ленте «Дирки» (1969) они изображались как совсем дикий народ, непостижимый и опасный, часть жестокой природы. В «…Прекрасных людях» (1974) использован приём, позволивший сблизиться зрителю с аборигенами. Создатели картины наделили разумом и природу, то, что Томаселли называл «диснеизацией». Для этого использованы дикие животные, с которыми дикари общаются без затруднений. Животные в картине наделяются определёнными антропоморфными чертами и осмысленным поведением. К такому же подходу прибегнул режиссёр и в картине 1980 года. Особенно это характерно в сцене продолжительного разговора Ки с бабуином. Дальнейшее развитие тема общения с природой получила в сиквеле картины. Критики отметили, что такой «сказочный» подход, странным образом, удачно сочетался с псевдодокументальным характером картины.
Внутри вселенной картины Ки «хороший» африканец. Прослеживается сравнение с героем книги Даниеля Дефо — Пятницей. Ки — главный герой и протагонист в картине. Однако, главным героем его можно назвать с большой долей условности. Его образ сложно считать чётко обрисованным, он скорее обобщённый представитель народности. Для большинства зрителей Нкъхау однозначно играл «самого себя», настолько естественно он вёл себя в кадре. Часть сюжета картины, касающаяся непосредственно его, развивается по законам документального кино. Мысли Ки, его мнение о происходящем, практически не донесены с экрана или сообщаются в изложении диктора. В чём то он даже похож на инопланетянина, совершенно оторванного от реальности и разговаривающего на своём языке.
Язык героев — ещё одна особенность, придающая ей особый колорит. Белые люди (и даже некоторые чёрные) не понимают языка бушменов. Родной язык Нкъхау — жуцъоан, один из диалектов языка жу, койсанской семьи. Он содержит характерные щёлкающие фонемы, придававшие необычное звучание диалогам. Нкъхау вспоминал, что режиссёр просил его использовать слова с щёлкающими звуками почаще и необязательно по смыслу. Уйс провёл в своё время эксперимент, организовав сеанс просмотра картины «Наверное, боги сошли с ума» для бушменов. К его удивлению, они постоянно смеялись именно над репликами своего соплеменника. По мнению Томаселли, Ки в картине нередко произносил реплики, не имевшие отношения к происходившему на экране. 

### Жанр и вселенная картины

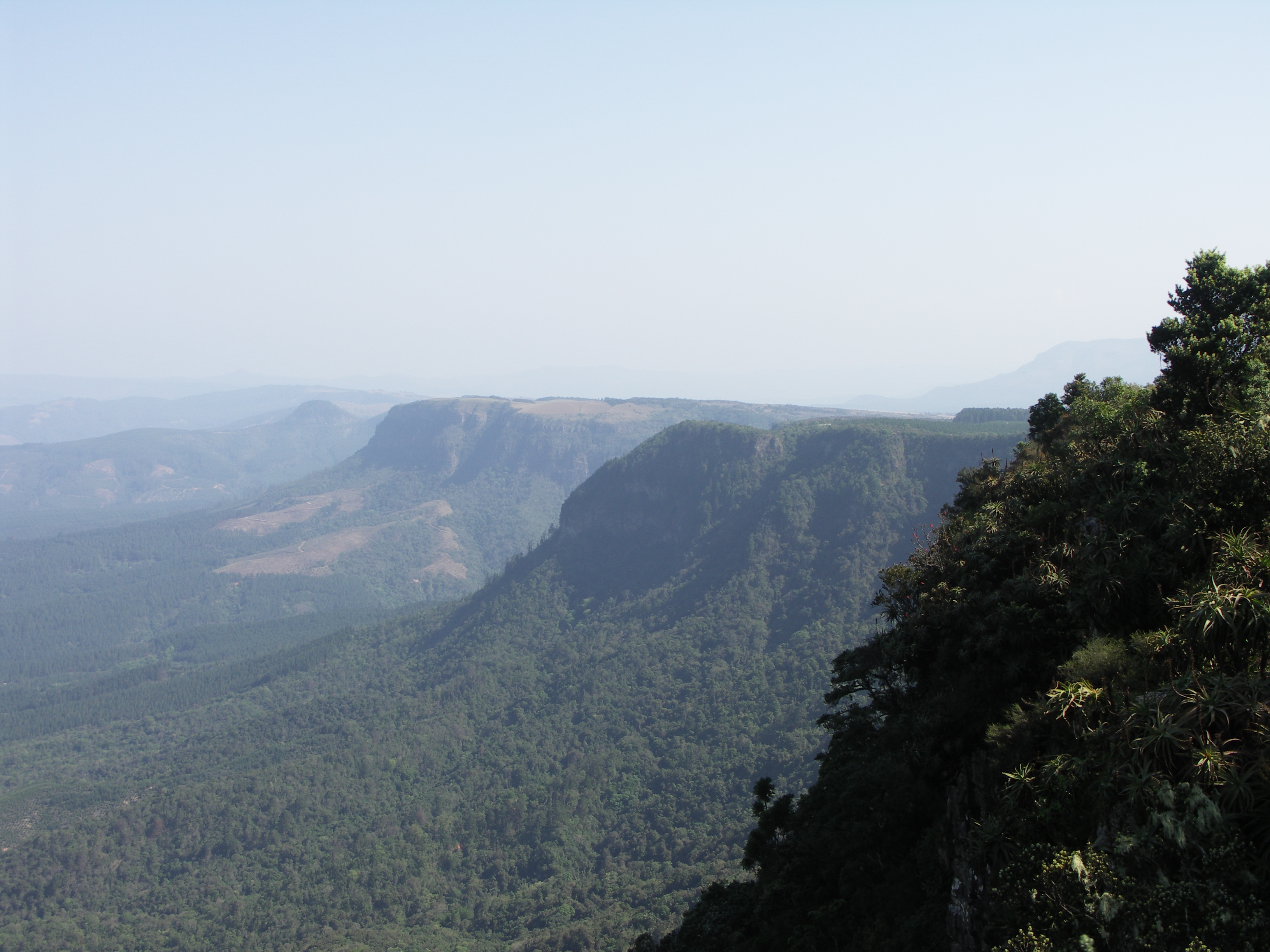
«Край света» в картине, плоскогорье «Окно бога» (Gods Window Mpumalanga) Драконовы горы

Картина демонстрирует смешение множества жанров. Вступление и значительная часть сюжета преподносится как псевдодокументальное повествование. Спокойный и слегка поучающий тон закадрового текста диктора с прекрасно поставленным английским языком в открывающей сцене, настраивает слушателя определённой риторикой: правдоподобие происходящего, строго научный подход. Начиная издалека, с описания масштабов всей планеты, континента, диктор переходит к жизни и культуре бушменов, представлении о природе. Жизнь аборигенов демонстрируется словно из окна экскурсионного автобуса с комментариями гида для туристов. Сумасшедший темп современной технологической цивилизации, вечный страх жителя мегаполиса опоздать, «безумие богов», противопоставлены умиротворённой «райской» жизни в пустыне. Бушмены ведут упрощённый счёт времени, у них нет денег и собственности, они берут от природы только то, что необходимо. Пустыня Калахари представляется как Эдем или Аркадия, в которой дикари счастливо обитают словно дети богов. Будучи частью природы, они выживают, питаясь её дарами, живут в примитивных хижинах, пьют росу. И так до вмешательства западной цивилизации, приславшей сомнительный «подарок». «Обычный человек, оставшись в Калахари, умрёт от жажды через несколько дней. Бушмены живут здесь в счастье и покое», — сообщает диктор.
По сюжету география событий невнятна, реально существующие названия намеренно мешаются с вымышленными. В фильме сообщается, например, что мятежники прибыли в Бирани из Кабинды. Явно указана только пустыня Калахари, как место действия открывающих сцен. В большом городе, из суеты которого бежит Кейт Томпсон, легко угадывается Йоханнесбург. Заседания кабинета министров и его захват повстанцами — Хараре (во время съёмок картины ещё Со́лсбери), столица Зимбабве. Главный герой выбросил бутылку с «Конца света» в районе плоскогорья «Окно бога» (Gods Window Mpumalanga) Драконовых гор. События картины происходят в отвлечённом микрокосме, пространстве, где смешались нации, языки, культуры. Герои перемещаются по стране, приносят свои привычки, культуру. Разговорный фон картины можно назвать языковым ералашем. Помимо английского языка, персонажи разговаривают на самых разных диалектах распространённых в ЮАР: сесото, тсвана, тсонга и других. Такая ситуация близка к реалиям многонационального общества. Однако Уйс изобразил не ЮАР и не Ботсвану, а условное государство на юге африканского континента. Основную часть сюжета картины, относящуюся формально к «роуд-муви», Питер Дэвис сравнил со своеобразным миссионерским путешествием. Это, в частности, связано с судьбой белых героев, учёного и учительницы: бегством от суеты западной цивилизации.

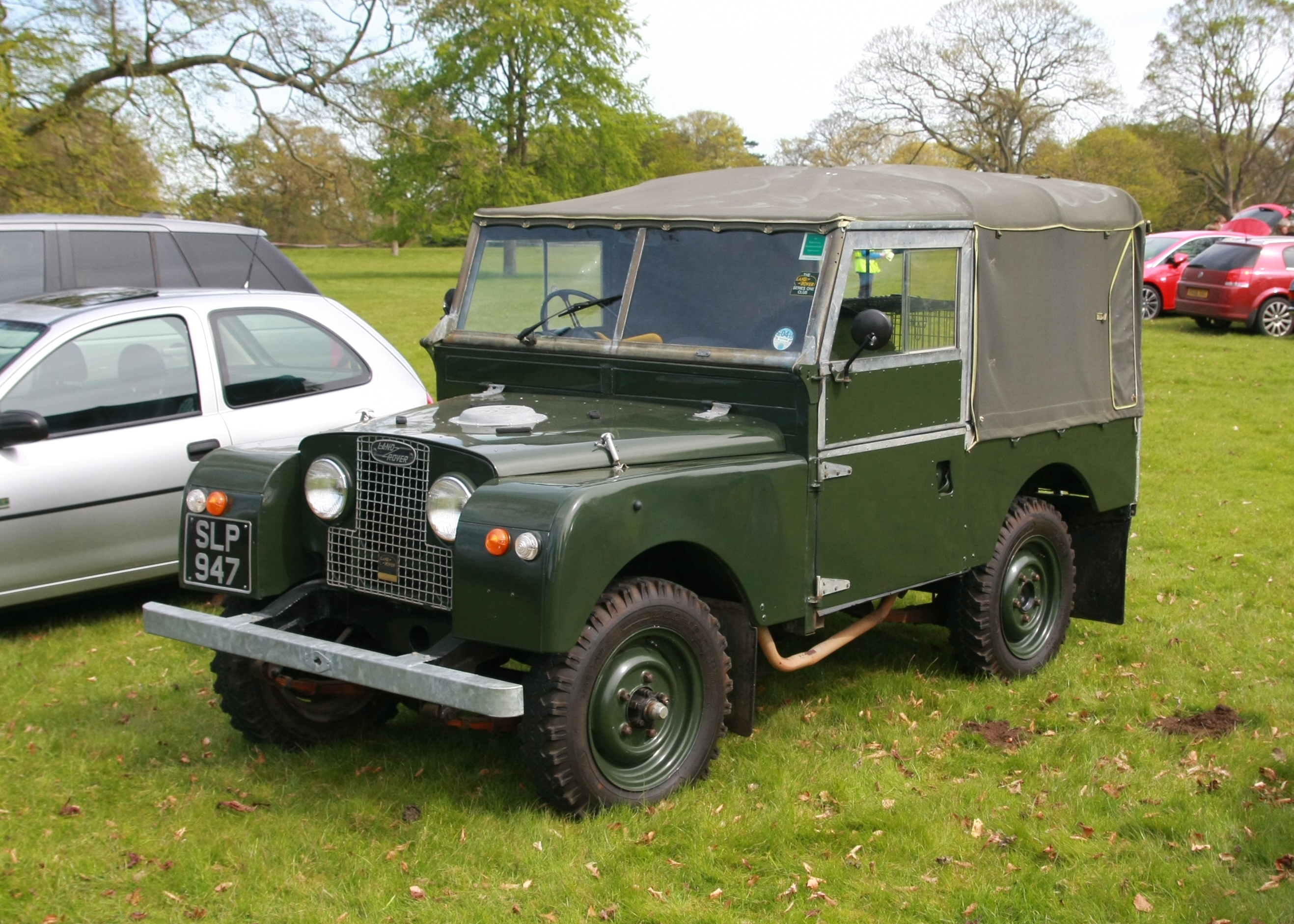
Джип Land Rover Series I, 1956 года выпуска — аналогичный использованному в картине. Джип по прозвищу «Антихрист» стал одним из героев картины

Образ учительницы Кейт отсылает зрителя к Карен Бликсен и фильму «Из Африки». Образ Эндрю Стейна близок к комическому персонажу Бастера Китона. Машина-развалюха, которую нужно постоянно подпирать камнем, впервые была использована в ранней комедии Уйса «Люди из Бушвельда» (Die Bosvelder), однако ещё ранее подобная машина появлялась в творчестве Китона.
Персонаж священника миссионера, воплощённый на экране самим Уйсом, иронически оттеняет главных белых персонажей. Эндрю Стейн спасает детей и учительницу ненасильственным способом — с помощью науки и выдумки. Здесь прослеживается популярный штамп — именно так белая цивилизация добивается победы в столкновении с дикими народами. Сцену победы над бандитами-повстанцами можно уподобить классическому эпизоду предсказанного солнечного затмения в Копях Царя Соломона, позволяющему подчинить своей воле дикарей. Оживающие машины, механизмы, ведут себя своевольно и символизируют незащищённость мира. Поэтому учёному приходится положиться на силы природы. Помогает ему Ки использующий свою «магию», поражая отравленной стрелой из своего маленького лука противника.
Образы белых персонажей привычны для зрителей, но местное население изображено нестандартно. Уходя от стереотипов, картина передаёт сложную картину африканского общества: аборигены-бушмены, условно «хорошие» африканцы, некомпетентные африканцы, управляющие правительством, и африканцы-негодяи. Столкновение трёх сторон, трёх разных культур достаточно необычно. Уйс в своих интервью неоднократно упоминал аллегорическое представление, известное как бремя белого человека. C этим мировоззрением он вырос и сформировался как деятель искусства. Противостояние центральных героев картины: белого и темнокожего населения, и отдельно главного героя бушмена в значительной мере формирует представление о фильме. Картина «Наверное, Боги сошли с ума» в этом смысле сходна с «Рождением нации» Гриффита, ярким представителем классического стиля Голливуда. В обеих картинах последовательно развивающийся сюжет преподнесён с точки зрения белого человека, некоего всемогущего существа, наблюдающего за развитием событий свысока. Чернокожее население не способно самостоятельно управлять обществом и развиваться. Только в картине 1980 года это подано отчасти в позитивном ключе. Мусор белой цивилизации (бутылка кока-колы) становится объектом поклонения у представителей Третьего мира. Бутылка, словно проклятие, попадая в руки человека, приносит ему несчастье, как в фильме «Сказки Манхэттена» Жюльена Дювивье. Дикари не могут интегрировать в свою жизнь блага цивилизации (на самом деле, её мусор), но могут избавиться от них. Однако они не безумны, как боги. В картине присутствует обращение к пасторализму, как защите от безумия индустриализации.

### Критика
Картина получила преимущественно положительные отзывы критиков. Местная пресса источала похвалы, относясь к ней, впрочем, как к чистой комедии положений и гэгов. Отдельные негативные отзывы относились к намеренной идеализации жизни бушменов, «диснеизации» сюжета. Также специалисты отметили самоповторы Уйса как режиссёра. В своей рецензии Винсент Кэнби (NY Times) заметил, что после просмотра картины можно и не вспомнить о таком понятии, как апартеид. Исключительный кассовый успех отнесли во многом к умелому смешению жанров комедии положений, мелодрамы, псевдодокументальных сцен и эпизодов, касающихся военных действий.

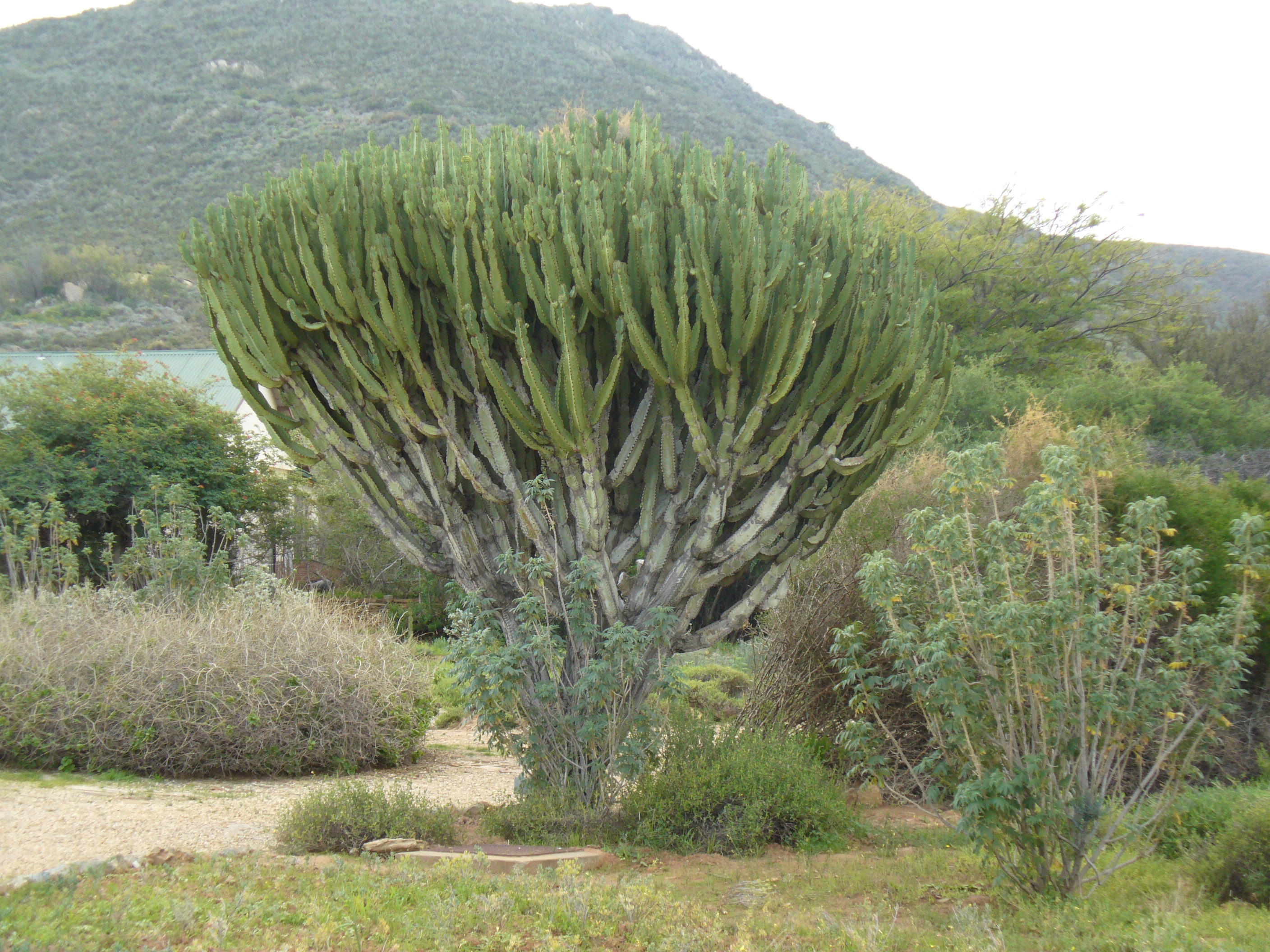
Пример победы смекалки и научного подхода героя фильма. Эндрю Стейн стреляет по веткам дерева Euphorbia ingens (на илл.). Ядовитый млечный сок капает на укрывшегося бандита и обездвиживает его.

Юмористические коллизии картины оказались понятными во всех странах мира. Питер Дэвис отметил, что комедия «изгоняет дьявола нелепых мифов о чёрной Африке при помощи смеха». Создатели картины использовали трюки и гэги начала XX века, следуя определённому кинематографическому примитивизму, они действовали по канонам комедий старой школы в эстетике и нарративе студийной системы. Действие развивается последовательно, мелодраматическая составляющая создана в традиции классического Голливуда. При этом классическая комедия гэгов сочеталась с жёсткой сатирой на современное африканское общество. Иэн Рижсдик сравнил сатирическое начало в ленте и приёмы комедии положений с работой братьев Маркс «Утиный суп».
Винсент Кэнби назвал картину «гениальной», сравнив с лучшими работами Жака Тати. По его мнению, это тот случай, когда комедия положений выходит за рамки жанра. Критику при просмотре хотелось забыть о проблемах апартеида и полностью отдаться обаянию актёров и юмору. Роджер Эберт откликнулся рецензией ещё на первый вариант картины, который шёл в прокате США 1981 года. Он поставил высшую оценку, отдельно отметив удивительную способность режиссёра находить свежие гэги в избитом жанре комедии положений. «Неловкое поведение людей давно не вызывает смеха. Однако логичные поступки людей, оборачивающиеся нелепостью — вот что смешно», — заметил критик. Ричард Корлисс (Time) заметил отстранённое, нейтральное отношение режиссёра к происходящему. Ко всем героям и их действиям применяется одинаково философский и ироничный подход.

«Наверное, боги сошли с ума» — настолько мягкая, добродушная и одновременно изобретательная картина в духе фарса Тати, что хочется забыть о существовании любых расовых проблем. Блестящий пример южноафриканской пропаганды, тонко рассчитанной на опровержение эффекта от литературы Атола Фугарда и Надин Гордимер. Или это пример в равной мере тонкой и весёлой атаки на недальновидную, если не сказать, самоубийственную расовую политику ЮАР.
Оригинальный текст (англ.)The Gods Must Be Crazy is so genial, so good-natured and, on occasion, so inventive in its almost Tati-like slapstick routines, that it would would seem to deny the existence of any racial problems anywhere. Is it an ingenious piece of South African propaganda, subtly designed to subvert the effect of the impassioned, anti- apartheid literature of Athol Fugard and Nadine Gordimer? Or, perhaps, is it an equally subtle, if light-hearted, attack on what most of the world takes to be the short- sighted, possibly suicidal South African racial policies?
— Винсент Кэнби
По мнению Variety лучший компонент картины — замечательный визуальный ряд: пейзажи Африки, виды саванны, образы животных. Фильм практически полностью снят на натуре, на больших открытых пространствах. Визуальная составляющая важна для всего авторского решения картины. Операторы использовали самые разные инструменты. Диалоги обычно снимались одной монтажной склейкой. Экшн сцены переданы частым переключением между планами. Приём стоп-кадра использовался для того, чтобы запечатлеть животных. Небольшая проблема заключалась только в излишней экспозиции в отдельных сценах.
Отдельной похвалы Эберта заслужил образ бушмена Ки, воплощённый на экране, его абсолютная естественность и врождённый талант вызывать смех зрителей. Ки стал современным осмыслением клише западной литературы: благородного дикаря. Ричард Корлисс оценил способность Ки достойно встретить любую сложную или абсурдную экранную ситуацию и решить её в свою пользу. Впрочем, высокую оценку получили все ведущие исполнители. Уйсу были нужны хорошие исполнители для белых персонажей чтобы удержать интерес зрителя, одним только образом бушмена это было сделать невозможно, и режиссёр их нашёл в лице Мариуса Вейерса и Сандры Принсло. Замечательного персонажа воплотил в роли второго плана лидера повстанцев Лоу Верви. Объясняя успех комедии режиссёр выделил тщательный монтаж, занявший почти год, а также использовал слово «терпение».

## Значение
Родившийся внутри системы расовой сегрегации, фильм тем не менее смог выйти за рамки строгих идеологических схем, передав новый взгляд на историю. Африканские картины нечасто добирались до широкого международного кинопроката. Образ чёрного континента и его жителей у западного зрителя формировался по мотивам таких голливудских и европейских лент как «Дикие гуси», «Зулусы», сериалам «Шака Зулу» и «Миссия невыполнима». В этих приключенческих или военных лентах местные жители обычно отыгрывали второстепенную роль. Здесь же главный герой оказался представителем коренного населения. Присутствовала добродушная и глубокая ирония по отношению к белым.

Нкъхау на постере фильма «Наверное, боги сошли с ума 2»

Успех картины предопределил возможность создания сиквела. Для съёмок «Наверное, боги сошли с ума 2» Уйс получил ещё более солидный бюджет, по некоторым оценкам, около $15–20 млн. В сюжете продолжения больше внимания было уделено семье Ки и его племени. Коммерчески картина также показала хорошие результаты. Режиссёр в интервью продолжил придерживаться версии о первобытном происхождении, на этот раз уже детей Ки, якобы снявшихся во второй части. Благодаря отличным сборам картины в Азии, Нкъхау получил предложение о съёмках в нескольких последующих сиквелах в Гонконге, ориентированных на азиатский рынок. Однако их успех был ограниченным. Третий и последующий фильмы серии «Наверное, боги сошли с ума» только условно можно считать сиквелами, они имели отдалённое отношение к сюжету первого. Киностудии в Гонконге рассматривали возможность создания картины, в которой главных ролях снимутся Нкъхау и звезда боевиков Лам Чин-Ин, но развития эта идея не получила.
Серия картин «Наверное боги сошли с ума» оказала влияние на развитие комедийного кинематографа ЮАР, в частности на Леона Шустера, известного по своим скетч-комедиям. Сюжет комедии 1993 года «Крутые виражи» был создан под влиянием комедии Джэми Уйса. Фильм «Орден чудаков» пародирует её сюжет. В известном клипе Майкла Джексона Black or White, частично обыгран сюжет комедии и поворот с падением странного объекта с неба.
Условный взгляд ревизионизма колониальной политики, заключённый в картине, принёс моду на данную тему. Её поднимали в «Танцующем с волками», «Последнем самурае», «Аватаре» — в них история преподносится с точки зрения белых персонажей. Идеологической противоположностью картине Уйса можно назвать «Танцующего с волками». Посыл обеих картин можно, с некоторой долей условности, назвать одинаковым. Однако, если первый фильм словно отвлекает от проблем апартеида, то второй всячески привлекает к ним внимание. В первом практически нет насилия или на нём не слишком заостряют внимание, во втором же к насилию наоборот привлечён взгляд зрителя. Отклики специалистов на тему апартеида получили значительный резонанс. В 1993—1996 годах расследование об африканском кинематографе, посвящённом тематике апартеида, провели журналисты Питер Дэвис и Даниель Ризенфелд, снявшие документальный фильм и написавшие книгу «In Darkest Hollywood». Одна из частей книги посвящена фильму Джэми Уйса. Журналисты посетили Тсумкве и взяли интервью у участников съёмок фильма.
После съёмок Нкъхау стал одним из самых известных в мире жителей ЮАР. На гонорар от первой картины Нкъхау приобрёл несколько коров. После съёмок второй части картины Джэми Уйс договорился выплачивать самодеятельному актёру ежемесячное пособие, и Нкъхау построил себе дом в Тсумкве. Туристы, приезжавшие в 1980 годы, нередко хотели посетить место стоянки племени Нкъхау, познакомиться с ним самим. Те из них, кто смог добраться до Тсумкве, обычно уезжали разочарованными — никакого первобытно-общинного строя они не видели. Правительство Намибии планировало создать полноценный «этно парк» в восточной части бушменленда, в котором собирались изобразить для туристов первобытную жизнь их племени. В частности, такой парк собирались создать в восточном бушменленде. Только активное возражение ведущих учёных и некоторых политиков остановило эту инициативу. Тем не менее, в 20 милях от Тсумкве, в 1990 годах существовала небольшая деревня Нома (Nhoma), куда возили туристов поохотиться и посмотреть на быт бушменов. На экскурсиях им сообщали, что здесь жил Нкъхау.

## Награды и номинации
- 1984 — премия «Сезар» номинация на «Лучший фильм на иностранном языке»
- 1985 — премия Молодой актёр